# LNB Pro A 2017-18
La LNB Pro A 2017-2018 fue la edición número 96 de la Pro A, la máxima competición de baloncesto de Francia. La temporada regular comenzó el 22 de septiembre de 2017 y acabó en junio de 2018. Los ocho mejor clasificados accedieron a los playoffs, mientras que los dos últimos descendieron a la Pro B. El campeón fue finalmente el Le Mans Sarthe Basket, que lograba así su quinto título.

## Equipos temporada 2017-18
| Equipo                        | Ciudad              | Pabellón                                     | Capacidad   |
| ----------------------------- | ------------------- | -------------------------------------------- | ----------- |
| Antibes Sharks                | Antibes             | Azur Arena                                   | 5249        |
| AS Monaco Basket              | Fontvieille, Monaco | Salle Gaston Médecin                         | 3700        |
| ASVEL                         | Villeurbanne        | Astroballe                                   | 5556        |
| BCM Gravelines-Dunkerque      | Gravelines          | Sportica                                     | 3043        |
| Boulazac Basket Dordogne      | Boulazac            | Le Palio                                     | 5200        |
| Champagne Châlons-Reims       | Châlons / Reims     | Complexe René-Tys / Pierre de Coubertin      | 2781 / 2791 |
| Cholet Basket                 | Cholet              | La Meilleraie                                | 5191        |
| Élan Béarnais Pau-Lacq-Orthez | Pau                 | Palais des Sports de Pau                     | 7707        |
| Élan Chalon                   | Chalon-sur-Saône    | Le Colisée                                   | 4948        |
| ESSM Le Portel                | Le Portel           | Chaudron                                     | 3500        |
| Hyères-Toulon Var Basket      | Hyères / Toulon     | Palais des Sports de Toulon                  | 4700        |
| JDA Dijon Basket              | Dijon               | Palais des Sports Jean-Michel Geoffroy       | 4628        |
| JL Bourg-en-Bresse            | Bourg-en-Bresse     | Ekinox                                       | 3548        |
| Le Mans Sarthe Basket         | Le Mans             | Antarès                                      | 6023        |
| Levallois Metropolitans       | Levallois-Perret    | Palais des Sports Marcel Cerdan              | 3051        |
| Limoges CSP                   | Limoges             | Beaublanc                                    | 5516        |
| Nanterre 92                   | Nanterre            | Palais des Sports / Halle Georges Carpentier | 3000 / 5009 |
| Orléans Loiret Basket         | Orléans             | Palais des Sports                            | 3222        |
| SIG Basket                    | Strasbourg          | Rhénus Sport                                 | 6200        |

Notas
1. ↑  Nueva denominación del Paris-Levallois Basket.

## Temporada regular

### Clasificación
| Pos. | Equipo                  | PJ | G  | P  | PF   | PC   | DP   | Pts | Clasificación o descenso    |
| ---- | ----------------------- | -- | -- | -- | ---- | ---- | ---- | --- | --------------------------- |
| 1    | Monaco                  | 34 | 25 | 9  | 2925 | 2647 | +278 | 59  | Clasificación para playoffs |
| 2    | SIG Strasbourg          | 34 | 24 | 10 | 2849 | 2605 | +244 | 58  | Clasificación para playoffs |
| 3    | Le Mans Sarthe          | 34 | 21 | 13 | 2733 | 2541 | +192 | 55  | Clasificación para playoffs |
| 4    | Limoges CSP             | 34 | 20 | 14 | 2657 | 2630 | +27  | 54  | Clasificación para playoffs |
| 5    | JDA Dijon               | 34 | 20 | 14 | 2788 | 2679 | +109 | 54  | Clasificación para playoffs |
| 6    | ASVEL                   | 34 | 19 | 15 | 2745 | 2677 | +68  | 53  | Clasificación para playoffs |
| 7    | Nanterre 92             | 34 | 19 | 15 | 2763 | 2748 | +15  | 53  | Clasificación para playoffs |
| 8    | ÉB Pau-Orthez           | 34 | 18 | 16 | 2733 | 2710 | +23  | 52  | Clasificación para playoffs |
| 9    | JL Bourg-en-Bresse      | 34 | 17 | 17 | 2793 | 2739 | +54  | 51  |                             |
| 10   | Levallois Metropolitans | 34 | 16 | 18 | 2694 | 2745 | −51  | 50  |                             |
| 11   | ESSM Le Portel          | 34 | 16 | 18 | 2527 | 2553 | −26  | 50  |                             |
| 12   | Élan Chalon             | 34 | 15 | 19 | 2795 | 2793 | +2   | 49  |                             |
| 13   | BCM Gravelines          | 34 | 15 | 19 | 2595 | 2611 | −16  | 49  |                             |
| 14   | Champagne Châlons Reims | 34 | 15 | 19 | 2754 | 2850 | −96  | 49  |                             |
| 15   | Cholet                  | 34 | 14 | 20 | 2447 | 2572 | −125 | 48  |                             |
| 16   | Antibes Sharks          | 34 | 13 | 21 | 2653 | 2782 | −129 | 47  |                             |
| 17   | Boulazac Dordogne       | 34 | 12 | 22 | 2639 | 2887 | −248 | 46  | Descenso a Pro B            |
| 18   | Hyères-Toulon Var       | 34 | 6  | 28 | 2523 | 2844 | −321 | 40  | Descenso a Pro B            |

 Fuente: LNB.fr
Criterios de clasificación: 1) puntos; 2) enfrentamientos directos; 3) Diferencia de puntos; 4) Puntos anotados.

### Resultados
| Local \ Visitante | ANT   | BOU     | MON    | ASV   | BCM    | REI   | CHO   | PAU    | CHA    | ESSM  | HTV    | JDA    | JLB   | N92   | MSB   | LIM    | LEV   | SIG     |
| ----------------- | ----- | ------- | ------ | ----- | ------ | ----- | ----- | ------ | ------ | ----- | ------ | ------ | ----- | ----- | ----- | ------ | ----- | ------- |
| Antibes Sharks    | —     | 75–70   | 76–85  | 91–73 | 88–81  | 82–92 | 74–76 | 86–85  | 76–91  | 70–63 | 83–79  | 77–74  | 77–75 | 70–89 | 69–72 | 78–86  | 73–82 | 79–57   |
| Boulazac D.       | 78–91 | —       | 67–94  | 67–76 | 75–71  | 70–73 | 67–91 | 70–81  | 96–86  | 88–87 | 71–62  | 95–99  | 71–62 | 83–71 | 68–82 | 66–75  | 87–91 | 109–102 |
| Monaco            | 84–76 | 91–64   | —      | 83–68 | 94–101 | 87–57 | 86–62 | 85–86  | 87–57  | 84–66 | 92–70  | 94–90  | 83–77 | 91–70 | 66–67 | 105–90 | 78–77 | 83–90   |
| ASVEL             | 90–86 | 70–76   | 108–80 | —     | 78–74  | 93–80 | 77–59 | 82–88  | 104–90 | 83–69 | 102–85 | 86–69  | 83–87 | 81–65 | 79–71 | 71–68  | 77–82 | 76–73   |
| Gravelines        | 79–66 | 113–111 | 55–61  | 73–67 | —      | 97–83 | 62–65 | 65–57  | 81–86  | 55–63 | 79–63  | 70–80  | 78–70 | 81–85 | 68–76 | 72–66  | 81–65 | 71–76   |
| Châlons Reims     | 86–78 | 82–89   | 86–96  | 90–99 | 83–72  | —     | 89–73 | 102–94 | 103–97 | 83–75 | 70–64  | 79–82  | 63–95 | 76–85 | 71–76 | 89–79  | 90–93 | 80–72   |
| Cholet            | 90–78 | 79–87   | 72–89  | 69–72 | 77–74  | 83–68 | —     | 86–76  | 70–64  | 76–84 | 73–79  | 75–73  | 69–73 | 77–80 | 81–80 | 86–89  | 63–65 | 63–73   |
| Élan Béarnais     | 72–78 | 101–77  | 68–90  | 94–82 | 86–80  | 69–77 | 70–78 | —      | 105–93 | 77–72 | 84–56  | 65–85  | 93–82 | 89–75 | 75–73 | 84–68  | 93–79 | 76–103  |
| Élan Chalon       | 95–81 | 87–89   | 73–99  | 84–52 | 74–75  | 91–77 | 84–66 | 62–82  | —      | 81–76 | 82–67  | 81–77  | 93–99 | 85–55 | 91–72 | 86–83  | 77–79 | 95–72   |
| Le Portel         | 84–82 | 67–63   | 72–73  | 77–74 | 69–80  | 96–69 | 73–62 | 77–69  | 87–83  | —     | 75–62  | 74–58  | 87–62 | 87–73 | 86–79 | 73–51  | 77–82 | 75–80   |
| Hyères-Toulon     | 68–88 | 70–63   | 99–103 | 79–92 | 74–88  | 62–85 | 80–86 | 65–75  | 79–88  | 67–80 | —      | 75–72  | 61–82 | 90–86 | 88–62 | 85–70  | 78–72 | 70–73   |
| JDA Dijon         | 77–62 | 101–81  | 71–99  | 92–89 | 97–82  | 86–61 | 78–62 | 102–81 | 88–86  | 79–69 | 98–71  | —      | 74–87 | 84–70 | 82–72 | 79–70  | 93–85 | 65–77   |
| JL Bourg          | 94–81 | 89–91   | 89–83  | 73–96 | 77–75  | 84–87 | 76–77 | 91–82  | 96–90  | 91–53 | 99–88  | 78–96  | —     | 78–89 | 92–91 | 82–63  | 82–85 | 87–85   |
| Nanterre 92       | 93–77 | 98–68   | 99–69  | 81–80 | 67–89  | 73–72 | 77–73 | 69–87  | 93–82  | 85–54 | 86–79  | 84–72  | 92–86 | —     | 77–80 | 73–75  | 85–79 | 102–100 |
| Le Mans Sarthe    | 93–62 | 94–69   | 94–85  | 90–92 | 103–63 | 90–84 | 65–47 | 73–58  | 63–66  | 77–63 | 92–80  | 88–65  | 91–70 | 83–87 | —     | 89–65  | 90–82 | 70–80   |
| Limoges CSP       | 98–80 | 87–68   | 82–74  | 78–52 | 80–72  | 66–81 | 67–60 | 71–82  | 90–65  | 88–79 | 110–93 | 82–60  | 88–75 | 82–80 | 74–70 | —      | 79–66 | 80–74   |
| Levallois         | 78–86 | 81–71   | 71–77  | 72–65 | 76–88  | 94–84 | 55–67 | 87–61  | 83–72  | 82–76 | 93–75  | 79–103 | 65–74 | 96–91 | 76–87 | 81–87  | —     | 81–83   |
| Strasbourg        | 93–77 | 88–75   | 71–90  | 82–76 | 73–50  | 93–72 | 88–54 | 89–88  | 91–78  | 85–62 | 90–60  | 93–77  | 79–78 | 93–78 | 76–78 | 100–70 | 95–80 | —       |

## Playoffs
|  | Cuartos de final | Cuartos de final   | Cuartos de final |             |   | Semifinales    | Semifinales | Semifinales |  |   | Final  | Final | Final |  |
|  |                  |                    |                  |             |   |                |             |             |  |   |        |       |       |  |
|  |                  |                    |                  |             |   |                |             |             |  |   |        |       |       |  |
|  | 1                | Monaco             | 2                |             |   |                |             |             |  |   |        |       |       |  |
|  | 1                | Monaco             | 2                |             |   |                |             |             |  |   |        |       |       |  |
|  | 8                | ÉB Pau-Lacq-Orthez | 0                |             |   |                |             |             |  |   |        |       |       |  |
|  | 8                | ÉB Pau-Lacq-Orthez | 0                |             | 1 | Monaco         | 3           |             |  |   |        |       |       |  |
|  |                  |                    |                  |             | 1 | Monaco         | 3           |             |  |   |        |       |       |  |
|  |                  |                    | 4                | Limoges CSP | 1 |                |             |             |  |   |        |       |       |  |
|  | 4                | Limoges CSP        | 4                | Limoges CSP | 1 | 2              |             |             |  |   |        |       |       |  |
|  | 4                | Limoges CSP        |                  |             |   |                |             |             |  |   |        |       |       |  |
|  | 5                | JDA Dijon          | 0                |             |   |                |             |             |  |   |        |       |       |  |
|  | 5                | JDA Dijon          | 0                |             |   |                |             |             |  | 1 | Monaco | 2     |       |  |
|  |                  |                    |                  |             |   |                |             |             |  | 1 | Monaco | 2     |       |  |
|  |                  |                    | 3                | Le Mans     | 3 |                |             |             |  |   |        |       |       |  |
|  | 2                | SIG Strasbourg     | 3                | Le Mans     | 3 | 2              |             |             |  |   |        |       |       |  |
|  | 2                | SIG Strasbourg     |                  |             |   |                |             |             |  |   |        |       |       |  |
|  | 7                | Nanterre 92        | 0                |             |   |                |             |             |  |   |        |       |       |  |
|  | 7                | Nanterre 92        | 0                |             | 2 | SIG Strasbourg | 2           |             |  |   |        |       |       |  |
|  |                  |                    |                  |             | 2 | SIG Strasbourg | 2           |             |  |   |        |       |       |  |
|  |                  |                    | 3                | Le Mans     | 3 |                |             |             |  |   |        |       |       |  |
|  | 3                | Le Mans            | 3                | Le Mans     | 3 | 2              |             |             |  |   |        |       |       |  |
|  | 3                | Le Mans            |                  |             |   |                |             |             |  |   |        |       |       |  |
|  | 6                | ASVEL              | 1                |             |   |                |             |             |  |   |        |       |       |  |
|  | 6                | ASVEL              | 1                |             |   |                |             |             |  |   |        |       |       |  |
|  |                  |                    |                  |             |   |                |             |             |  |   |        |       |       |  |

### Líderes estadísticos
| Rk | Jugador         | Club                     | Media |
| -- | --------------- | ------------------------ | ----- |
| 1  | Zachery Peacock | JL Bourg Basket          | 20,2  |
| 2  | Klemen Prepelič | Levallois Metropolitans  | 17,3  |
| 3  | Raymond Cowels  | Hyères Toulon Var Basket | 16,4  |

| Rk | Jugador         | Club                | Media |
| -- | --------------- | ------------------- | ----- |
| 1  | Mouphtaou Yarou | Olympique d'Antibes | 9,1   |
| 2  | Frank Hassell   | ESSM Le Portel      | 8,9   |
| 3  | Louis Labeyrie  | SIG Strasbourg      | 8,4   |

| Rk | Jugador           | Club                  | Media |
| -- | ----------------- | --------------------- | ----- |
| 1  | D.J. Cooper       | AS Mónaco Basket      | 7,4   |
| 2  | Jerel Blassingame | Olympique d'Antibes   | 7,1   |
| 3  | Justin Cobbs      | Le Mans Sarthe Basket | 5,8   |

Actualizado a 3 de abril de 2018

## Premios
MVP de la temporada
- Zach Peacock – JL Bourg Basket[1]

MVP de las Finales
- Jérémy Nzeulie – Le Mans Sarthe Basket
- Chris Lofton – Le Mans Sarthe Basket[2]

Entrenador del Año
- Zvezdan Mitrovic – Monaco[1]

Mejor jugador joven
- Adam Mokoka – BCM Gravelines-Dunkerque[1]

Mejor sexto hombre
- D.J. Stephens – Le Mans Sarthe Basket[1]